# Circle 7 Animation
Circle 7 Animation était une société de la Walt Disney Company spécialisée dans la production de films d'animation en images de synthèse (CGI). 
Cette société a été fondée en 2004 après l'annonce des intentions de Pixar de rompre leurs contrats avec Disney après 10 ans de travail en commun. Disney qui de par le contrat possédait les droits de réaliser des suites sans l'accord préalable de Pixar s'est donc lancé dans un bras de fer avec Pixar. La très rentable licence Toy Story fut choisie pour faire un nouveau film. Les animateurs de Disney se sont donc lancés dans la création de Toy Story 3.

La société fut installée dans l'importante zone que Disney possède à Glendale dans ce que Disney est en train de convertir en un "campus créatif". 
Les locaux sont mitoyens de ceux de DreamWorks SKG et des studios d'ABC pour la Californie (KABC-TV) et situés non loin de Walt Disney Imagineering. Ils sont situés sur la Circle Seven Drive, nommée d'après le surnom d'ABC diffusée sur le canal 7.
La décision de rachat de Pixar par Disney en janvier 2006 mit le projet Toy Story 3 en suspens. Le rachat fut effectif en mars et la société fut fermée officiellement le 21 mars 2006. Le studio comptait 168 employés, 32 ont été licenciés et 136 ont réintégré les studios de Disney et de Pixar.